# Acalypha caeciliae
Acalypha caeciliae é uma espécie de flor do gênero Acalypha, pertencente à família Euphorbiaceae.